# تی. ان. تی. برای مغز
«تی.ان.تی. برای مغز» (به انگلیسی: T.N.T. for the Brain)، ترانه‌ای محصول سال ۱۹۹۷، خلق‌شده به وسیلهٔ پروژهٔ موسیقی انیگما است. این تک‌آهنگ، دومین و آخرین تک‌آهنگی بود که از آلبوم شاه مرده‌است، زنده باد شاه!، سومین آلبوم انیگما عرضه می‌شد.
هم‌چنین یک نسخه «Club Mix» از این ترانه نیز وجود دارد که تنها در یک نسخهٔ تبلیغاتی در جلد آبی و نیز در آلبوم تلفیقی عشق نفس‌گرایی صمیمیت: بهترین آهنگ‌ها وجود دارد.

## فهرست تک‌آهنگی
- سی دی تک‌آهنگی ۲ ترانه‌ای:

1. «Radio Edit» – مدت: ۴:۰۰
2. «Instrumental Mix» – مدت: ۴:۰۷

- سی دی تک‌آهنگی ۳ ترانه‌ای:

1. «Radio Edit» – ۴:۰۰
2. «Instrumental Mix» – ۴:۰۷
3. «Midnight Man Remix» – ۵:۵۶

- سی دی تک‌آهنگی ۴ ترانه‌ای:

1. «Radio Edit» – مدت: ۴:۰۰
2. «Midnight Man Remix» – مدت: ۵:۵۶
3. «Album Version» – مدت: ۴:۳۴
4. «Instrumental Mix» – مدت: ۴:۰۷